# Parque nacional Dryander
Dryander es un parque nacional en Queensland (Australia), ubicado a 938 km al noroeste de Brisbane.

## Datos
- Área: 118,61 km²
- Coordenadas: 20°13′05″S 148°33′57″E / -20.21806, 148.56583
- Fecha de Creación: 1938
- Administración: Servicio para la Vida Salvaje de Queensland
- Categoría IUCN: II

Véase también:
- Zonas protegidas de Queensland